# فرودگاه ملی جزیره نکساس
فرودگاه ملی جزیره نکساس (به انگلیسی: Naxos Island National Airport) یک فرودگاه همگانی با کد یاتا JNX است که یک باند فرود آسفالت دارد و طول باند آن ۸۰۲٫۱۵ متر است. این فرودگاه در کشور یونان قرار دارد و در ارتفاع ۳ متری از سطح دریا واقع شده‌است.

## شرکت‌های هواپیمایی و مقصدهای پروازی
| شرکت‌های هواپیمایی | مقصدهای پروازی |
| ----------------- | -------------- |
| المپیک ایر        | فصلی: آتن      |
| Sky Express       | آتن            |